# Patagonian Expedition Race
Das Patagonian Expedition Race ist ein jährliches Abenteuer-Rennen im chilenischen Teil Patagoniens, dem nach der Antarktis und Feuerland südlichsten Landgebiet der Erde. Internationale Teilnehmer messen sich in gemischten Teams mit jeweils vier Athleten in den Disziplinen Seekajak, Orientierungslauf, Mountainbiking und Seilthemen einschließlich Knotenkunde.
Seit der erstmaligen Austragung des Rennens 2004 waren Strecken von 520 km bis zu 1.100 km in neun bis zwölf Tagen zu absolvieren. Einzige zugelassene Hilfsmittel, neben körperlicher Fitness und psychologischer Stärke, sind Kompass und Karte, um den Weg durch die wilden und menschenleeren Landschaften Patagoniens zu finden.
Daher ist das Patagonian Expedition Race eines der härtesten existierenden Abenteuer-Rennen überhaupt und die Ausgabe des Jahres 2007 war das längste jemals bestrittene Rennen dieser Art der Welt.
Obgleich der sportliche Aspekt das Leitmotiv des Rennens ist, liegt großes Augenmerk auf der Sensibilisierung von Teams und Zuschauern in Bezug auf die ökologische Einzigartigkeit und das reichhaltige kulturelle Erbe Patagoniens. Die geographische Lage, die großen Entfernungen und die klimatischen Gegebenheiten haben dieses Rennen zu einer großen Herausforderung für alle Teilnehmer dieses Abenteuers am Ende der Welt gemacht.
Über die Jahre hat das Rennen wachsende Aufmerksamkeit durch die Medien erfahren und war Gegenstand zahlreicher internationaler Publikationen und Fernsehberichterstattungen.